# 伊津野亮
伊津野 亮（いづの りょう、1959年3月8日 - ）は、日本の司会者、DJ、ナレーター、文化人。

## 来歴・人物
- 自らが出演しているラジオ番組では下ネタをよく言う。また、他番組の代行DJを担当する時や、そのDJの相方と番組を担当する時は「バズーカ下寺」や「ボッキー伊津野」、「黒久保亮太郎」[1]のように、元々の担当パーソナリティーの名前をいじって出演することがある[2]。
- 以前、レギュラーラジオ番組であった The BAY☆LINE の本番前、うどんを食べるのがルーティンだった。
- レギュラーラジオ後に、リスナーや、スタッフで、毎回「伊津野お見送り会」を実施している。
- 2015年9月、ラジオパーソナリティのトムセン陽子と結婚し[3]、2017年1月17日、第一子女児が誕生。
- 特技はバイオリン

## 出演番組

### 現在の担当番組
- テレビ
  - ボウリング革命 P★League（BS日テレ・実況）
  - 世界選手権自転車競技大会（ロードレース&トラックレース）進行役（BS1）
  - UCIトラックワールドカップ進行役（BS1）
  - 有吉反省会（日本テレビ系・不定期出演）
  - Popteenカバーガール戦争(AbemaTV)司会
  - あっぱれ！A.B.C-Z（テレビ熊本・ナレーション）
- ラジオ
  - I-Cocoon（bayfm）

### 過去の担当番組
- テレビ
  - '88ワールドプロレスリング（テレビ朝日系）※レポーター
  - JWP女子プロレス中継（WOWOW）※実況
  - 内村プロデュース（テレビ朝日系）（2000年4月8日 - 2002年9月26日）
  - 隠れ家ごはん!〜メニューのない料理店〜（テレビ朝日系）
  - ウッチャンナンチャンの炎のチャレンジャーこれができたら100万円!!（テレビ朝日系）
    - 史上最強のメガヒット カラオケBEST100 完璧に歌って1000万円（テレビ朝日系）

  - どんまい!!SPORTS&WIDE（日本テレビ系）
  - SPORTS MAX（日本テレビ系）
  - スポんちゅ（日本テレビ系・生ナレーション・顔出し出演もあり）
    - スポンちゅの最終回にスポーツMAXも含め約10年間担当したこともあり、顔出しの挨拶が行われた。

  - ひらめ筋GOLD（日本テレビ系）
  - 三宅裕司のドシロウト（山口放送制作・日本テレビ系）
  - 魂のワンスプーン（TBS系）
  - 戦力外捜査官 第9話（日本テレビ系）※MC
  - 行列のできる法律相談所（日本テレビ系・2014年6月1日放送分）
    - 自身が出演するVTRのナレーションも担当した。

  - 直撃!コロシアム!! ズバッと!TV（TBS）
  - 人生のパイセンTV（フジテレビ系）
  - 地球劇場 〜100年後の君に聴かせたい歌〜（BS日テレ・ナレーション）
  - 『ぷっ』すま（テレビ朝日系・ナレーション）
- ラジオ
  - さわやかスタジオ（JFN系）
  - MORNING CUBE〜SATURDAY NETWORK〜（JFN系）
  - RADIO JAPAN（JFN系）
  - BAY LINE 7300（bayfm）
  - BAY LINE GO!GO!（bayfm）
  - SATURDAY ON THE WAY（JFN系／ - 2009年9月26日）
  - 伊津野亮のナイスショット（JFN系・一部AM局）
  - SKY GATE TRAVELLIN'GROOVE!!（bayfm／2011年1月7日 - 2019年3月29日）
  - The BAY☆LINE[4]：木曜日（bayfm／2015年4月 - 2022年3月31日）

## CM
- ライオン・スタジオ生コマーシャル
  - TBS系「モーニングEye」→「はなまるマーケット」→「いっぷく!」→「白熱ライブ ビビット」→「グッとラック!」→「ラヴィット!」内で行われる生CMを長年務めている。

## DVD
- ボウリング革命 P★LeagueオフィシャルDVD Vol.2 - 8 実況（BS日テレ）

## 映画
- イキガミ - 「MUSIC BOMB」司会